# هارفي فايل
هارفي جيمس فايل (مواليد 11 سبتمبر 2003) هو لاعب كرة قدم أمريكي، يلعب في مركز خط الوسط مع نادي تشيلسي في الدوري الإنجليزي. 

## وصلات خارجية
- هارفي فايل على موقع الاتحاد الأوربي (الإنجليزية)
- هارفي فايل على موقع قاعدة بيانات كرة القدم.إي يو (الإنجليزية)
- هارفي فايل على موقع Soccerbase.com (لاعب) (الإنجليزية)
- هارفي فايل على موقع Soccerway.com (الإنجليزية)
- هارفي فايل على موقع عالم كرة القدم.نت (الإنجليزية)